# Härjedalen (gemeente)

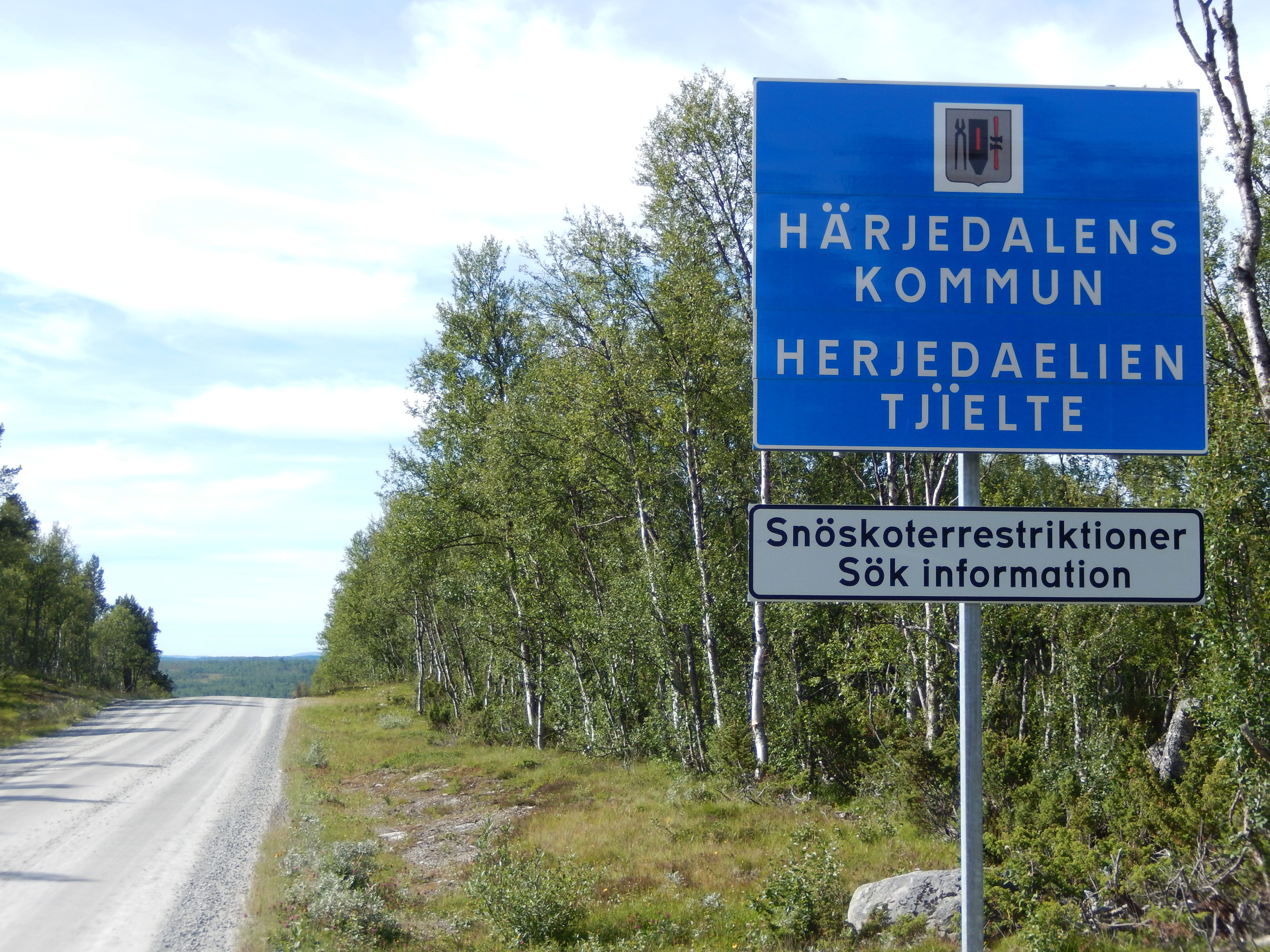

Härjedalen (Zuid-Samisch: Herjedaelien tjïelte) is een gemeente in de Zweedse provincie Jämtlands län.
De gemeente heeft een totale oppervlakte van 11.934,7 km² en telde 10.951 inwoners in 2004.

## Plaatsen in de gemeente
- Sveg
- Funäsdalen
- Hede
- Ytterhogdal
- Vemdalen
- Ulvkälla
- Lillhärdal
- Norr-Hede
- Älvros
- Hedeviken
- Herrö
- Tännäs
- Lofsdalen
- Nilsvallen
- Vemhån
- Bruksvallarna
- Linsell
- Långå
- Tänndalen

Åre · Berg · Bräcke · Härjedalen · Krokum · Östersund · Ragunda · Strömsund